# Юкном-Чен I
Юкном-Чен I — правитель Канульского царства со столицей в Цибанче.

## Биография
Юкном-Чен I является преемником и сыном Сиях-Чан-Балама.
Во время его правления столицей Кануля был город Цибанче.
На иероглифических блоках из Цибанче упоминаются его 16 пленников, в 484, 490 и 518 годах.
Его военные походы были направлены на ближайшие города, в частности на Эль-Ресбалон (вероятно оттуда происходил один из его пленников Яш-Кук-Холом).
Около 520 года Юкном-Чен I умирает, его преемником становится его сын Тун-Каб-Хиш.